# Állj, vagy jövök!
Az Állj, vagy jövök! (eredeti cím: Blue Streak) 1999-ben bemutatott amerikai akció-filmvígjáték Les Mayfield rendezésében. A film történetét az 1965-ös Folytassa, ha már otthagyta! című film ihlette. Főszereplők Martin Lawrence, Luke Wilson, Dave Chappelle, Peter Greene, Nicole Ari Parker és William Forsythe. A filmet Kaliforniában forgatták. A forgatás elsődleges helyszíne a Sony Pictures Studios volt, amely a kaliforniai Culver Cityben található.
Az Állj, vagy jövök! 1999. szeptember 9-én került a mozikba a Columbia Pictures forgalmazásában, Magyarországon november 4-én jelent meg, Észak-Amerikában az első helyen nyitott. Annak ellenére, hogy vegyes kritikákat kapott a kritikusoktól, 36 millió dolláros költségvetésből közel 120 millió dolláros bevételt ért el világszerte. A film filmzenealbuma, amelyen számos népszerű urban/hip-hop előadó közreműködött, platinalemez lett.
Egy volt fegyenc kénytelen rendőrnek kiadni magát, hogy visszaszerezzen egy évekkel ezelőtt ellopott gyémántot.

## Cselekmény
Miles Logan ékszertolvaj részt vesz egy 70 millió dolláros gyémántrablásban Los Angelesben, ahol egyik bűntársa, Deacon ellenük fordul, és megöli Eddie-t, Miles legjobb barátját, mielőtt megpróbálja elvenni a követ Miles-tól. Amikor a rendőrség megérkezik, Miles elrejti a gyémántot egy épülőfélben lévő épület szellőzőjébe; Deacon elmenekül, Miles-t pedig letartóztatják.
Miután két évvel később kiszabadul a börtönből, Miles megpróbál újra összejönni a barátnőjével, aki szakított vele, mert nem tudta, hogy bűnöző. 
Miles vissza akarja szerezni az elrejtett gyémántot. Azonban a helyszínen rájön, hogy az épületben, ahol a gyémántot elrejtette, ma a Los Angeles-i rendőrség működik. Bemegy körülnézni, és felfedezi, hogy a gyémántot a mostani rablási/gyilkossági nyomozóiroda szellőzőjébe rejtette el, ahová csak kártyával lehet bejutni.
Miles pizzafutárnak álcázva tér vissza, ellopja egy belépőkártyát, és meglátogatja a hamisító Lou bácsit. 
Egy hamis jelvény és hamis áthelyezési papírok segítségével Miles bejut az őrsre, és a frissen áthelyezett „Malone nyomozó”-nak adja ki magát. Miközben megpróbál a szellőző közelébe jutni, véletlenül meghiúsít egy fogolyszökést, és összeáll az újonnan kinevezett Carlson nyomozóval.
Egy betöréses esethez küldik őket, amit Miles gyorsan megold, mivel szerinte a tulajdonos által elkövetett csalásról van szó. A visszaúton egy fegyveres rablásba botlanak, amelyet Miles barátja és egykori menekülő sofőrje, Tulley követ el. Miles közbelép, és letartóztatja a férfit, mielőtt lelőnék, de Tulley 50 000 dollárt követel tőle, hogy hallgasson arról, ki is Miles valójában. 
Miles újabb kísérletet tesz a gyémánt felkutatására, de Carlson félbeszakítja, és rájön, hogy Miles nem az, akinek mondja magát. Meggyőzve Carlsont, hogy a Belső Ügyosztálytól jött, Miles megpróbál visszatérni a gyémánt kereséséhez, de újabb bejelentéshez küldik őket. Miközben kint vannak, lefoglalnak egy kamionnyi heroint. 
Ezután Miles megtalálja a gyémántot a bizonyítékraktárban, és végre nála van, de véletlenül beleejti a lefoglalt heroinrakományba. Az FBI kivizsgálásra követeli a heroint.
A pánikba esett Miles azt javasolja az FBI-nak és a rendőrségnek, hogy a heroint csalinak használják fel. Megszervezi, hogy ő a heroinnal együtt legyen a szállító teherautóban, de hamarosan csatlakozik hozzá Tulley (akit ő szabadított ki a fogságból) és Deacon; a drogüzlet során Deacon leleplezi Miles-t, mint zsarut a drogfutárok előtt. Miközben Miles és Tulley megpróbálja elterelni a figyelmüket, a rendőrség és az FBI rajtaüt az üzleten. Deacon egy páncélozott teherautón szökik a gyémánttal, a rendőrség és az FBI pedig követi. Ahogy közelednek a mexikói határhoz, a rendőrség és az FBI kénytelen leállítani az üldözést a határnál, de Miles ellop egy járőrkocsit, és tovább üldözi Deacont. Miles arra kényszeríti, hogy törje össze a teherautót, és alkut ajánl neki: Deacon átadja Milesnak a gyémántot, és hagyja, hogy letartóztassa, cserébe Miles visszaviszi őt az Egyesült Államokba, és ott visszaadja neki a gyémántot. Deacon beleegyezik, de Miles átveri őt, amikor a roncs teherautójához bilincseli. Deacon fegyvert ránt, hogy lelője, de Miles megfordul és agyonlövi, megbosszulva ezzel Eddie halálát.
Miles visszasétál a határhoz, ahol az FBI és a rendőrség is magyarázatot követel; elmondja nekik, hogy ő egy beépített mexikói tiszt, és jelentenie kell a Federales társainak. Néhány centivel a határon túl Carlson és Hardcastle megállítják, és elárulják, hogy tudják, ki ő valójában, de nem tartóztatják le, mivel hálásak minden segítségéért, és barátként tekintenek rá. Azt is elmondják, hogy az FBI nem tudja elkapni őt a nemzetközi határokon túl, mivel néhány centivel a határon túl van. Miután keserédes búcsút vesznek egymástól, Miles elindul Mexikó felé a gyémánttal.

## Szereplők
(A magyar hangok a szereposztás mellett feltüntetve)
- Martin Lawrence – Miles Logan / „Malone nyomozó” (Pusztaszeri Kornél)
- Luke Wilson – Carlson nyomozó (Crespo Rodrigo)
- Dave Chappelle – Tulley (Stohl András)
- Peter Greene – Deacon (Jakab Csaba)
- William Forsythe – Hardcastle nyomozó (Várkonyi András)
- Graham Beckel – Rizzo hadnagy (Papp János)
- Robert Miranda – Glenfiddish nyomozó
- Aleksander Krupa – Jean LaFleur (Barbinek Péter)
- Saverio Guerra – Benny (Galkó Balázs)
- Richard C. Sarafian – Lou bácsi (Rajhona Ádám)
- Tamala Jones – Janiece (Orosz Helga)
- Julio Oscar Mechoso – Diaz nyomozó (Rudas István)
- Steve Rankin – Gray FBI ügynök (Rosta Sándor)
- Carmen Argenziano – Penelli százados (Horányi László)
- John Hawkes – Eddie (Albert Gábor)
- Octavia Spencer – Shawna (Kocsis Mariann)
- J. Kenneth Campbell – Peterson FBI részlegparancsnok
- Frank Medrano – Frank (Szűcs Sándor)

## Törölt folytatás
Tervben volt az Állj, vagy jövök! folytatása, de végül nem valósult meg. Ehelyett a forgatókönyvet a Rossz társaság című filmhez használták fel.

## Fordítás
- Ez a szócikk részben vagy egészben  a   Blue Streak (film) című angol Wikipédia-szócikk fordításán alapul.  Az eredeti cikk szerkesztőit annak laptörténete sorolja fel. Ez a jelzés csupán a megfogalmazás eredetét és a szerzői jogokat jelzi, nem szolgál a cikkben szereplő információk forrásmegjelöléseként.